# Wensleydale Beacon
Der Wensleydale Beacon (englisch für Leuchtfeuer von Wensleydale, in Argentinien Colina Wensleydale, in Chile Monte Wensley) ist ein 110 m hoher Hügel auf Deception Island im Archipel der Südlichen Shetlandinseln. Er ragt unmittelbar nördlich der Primero de Mayo Bay am Westufer des Port Foster auf.
Der britische Seefahrer Henry Foster kartierte ihn bei seiner von 1827 bis 1831 unternommenen Reise mit der HMS Chanticleer. Lieutenant Commander David Neil Penfold (1913–1991) von der Royal Navy, der an Vermessung von Deception Island zwischen 1948 und 1949 beteiligt war, benannte ihn nach dem Flusstal Wensleydale in North Yorkshire.